# Демидович Надія Романівна
Надія Романівна Демидович (біл. Надзея Раманаўна Дземідовіч; 24 лютого 1927 — 4 березня 2020) — учасниця білоруського національного опору, член СБМ, політв'язень ГУЛАГу, учасниця Кенгірського повстання 1954 року, мемуаристка.

## Біографія
Народилася 24 лютого 1927 року на хуторі Макейкі (?) Слонімського повіту Новогрудського воєводства в Польській Республіці (зараз — Слонімський район Гродненської області). Була другою дитиною в сім'ї з шести. Батько Роман Демидович в 1914–1921 їздив на заробітки в США, потім повернувся, одружився і придбав землю на хуторі біля села Дев'ятковичі . Батьки виховували дітей білоруською всупереч польській пропаганді. До 1939 році закінчила 4 класи польськомовної школи. За два дні до початку німецько-радянської війни більшовики заарештували її батька, проте охоронці втекли з початком бомбардування місцевого аеродрому, і це врятувало в'язнів Слонімської в'язниці, які були звільнені місцевими жителями .
Восени 1941 року пішла навчатися в Слонімському білоруську прогімназію, що страхувала від висилки на примусові роботи в Німеччину. Там вона вчилася разом зі своєю подругою і майбутньої учасницею білоруської антирадянської організації «Чайка», подругою СБМ Ніною Карач. До тієї ж прогімназії ходила інша подруга «Чайки» і СБМ — Леокадія Шишея (Ковальчук). Одним з директорів гімназії був Борис Суровий, про який Надія Демидович писала в своїх спогадах: «Був першим директором і викладав нам історію Білорусі. Це був молодий чоловік, мав дитя років чотирьох. Співав дуже красиво. Було видно, що він дуже любив свою роботу, своїх учнів, свою історію». У 1943 р приєдналася до Союзу Білоруського Молоді. Після приходу радянських військ продовжила навчання в білоруськомовної середній школі.
Незабаром, в грудні 1944 року почалися арешти соратників Надії по СБМ. 13 грудня вона була змушена перейти на нелегальне становище, ховалася у родичів по всій Білорусі. Так тривало до 1948 року, після чого батьки направили Надію за документами молодшої сестри Ліди до родичів в Казахстан. У Петропавловську Надія Демидович закінчила курси бухгалтерів, працювала під чужим ім'ям на хлібокомбінаті. Незабаром була змушена виїхати від дядька, який турбувався за свою долю.
25 вересня 1949 року арештована на роботі в Петропавловську, допити і тортури тривали чотири місяці. Потім перевезена в Барановичі, де трибуналом засуджена до 25 років концтаборів і 5 років позбавлення прав. Покарання відбувала в Челябінську, потім була переведена в Карагандинський табір (нині в межах Джезказган). Брала участь в Кенгірському повстанні. В'язні протрималися сорок днів: з 16 травня по 26 червня 1954 року.
Потім Надія Демидович була переведена в Озеррлаг.
Звільнена як важкохвора 19 квітня 1956 року повернулася в Слонімський район, де працювала на господарстві. Потім переїхала до Мінська, до пенсії працювала на заводі «Горизонт» . З 1977 р інвалід 2-ї групи, з 1980 року — 1-ї. У травні 1994 року в Москві зустрічалися колишні учасники Кенгірського повстання, з'їхалися кілька сотень людей. Від білоруських в'язнів на зборах виступала Надія Демидович, читала з трибуни свій вірш білоруською, присвячений Кенгірському повстанню.
Жила в Колодищах під Мінськом. Реабілітована не була. До останніх років на Дзяди вона ходила в першому ряду маніфестацій у Куропати.
Померла 4 березня 2020 року у віці 93 років.

## Творчість
Дебютувала віршем «Сябрам С. Б. М.» 6 листопада 1943 року в «Барановицькій газеті». З 1990-х виступає в пресі з віршами і спогадами.
Автор трьох книг віршів і спогадів:
- «Століття так не буде» (2002)
- «Спогади серця мого» (2006)
- «Ми мріяли вдома зустрітися» (2010)
- «Кенгір» (2012)[5][6]

## Сім'я
Батько Надії Роман у 1945 р. заарештований і відправлений в Мордовські табори, але незабаром повернувся на батьківщину. Помер після того, як Надія потрапила в концтабір.
Мати була кинута в Слонімську в'язницю за відмову працювати на тартакові. Він знаходився за 21 км від дому і до нього доводилося ходити пішки, а вдома залишалися маленькі діти. Тому мати відпрацювала скільки змогла і кинула. Діти залишилися самі, виживали як могли. Старший, Федя, отримав 8 років концтаборів за звинуваченням у контактах з антибільшовицької партизанкою. Відбував термін у Томських таборах.
Старша сестра Маня разом з чоловіком емігрувала в Америку, бо під час війни брала участь у Другому Загальнобілоруському конгресі у 1944 році.

## Нагороди
Нагороджена медаллю 100 років БНР Ради Білоруської Народної Республіки.